# Javorník (okres Svitavy)
Obec Javorník (německy Mohren) se nachází 4 km severozápadně od Svitav v okrese Svitavy v Pardubickém kraji. Žije zde 432 obyvatel.

## Geografie
Celá zástavba obce, jakož i téměř celé její katastrální území leží na Moravě, ale severní okraj cesty podél severozápadní hranice dříve náležel k obci Mikulči a od roku 1990 do 6. července 2011 k obci Kukle a tak katastr v současné době zasahuje i do Čech.[zdroj⁠?!]

## Název
České jméno vesnice bylo odvozeno od přídavného jména javorný, označovalo javorový les, vrch porostlý javory a podobně. Do němčiny bylo jméno nejprve přeloženo (Ahorns od Ahorn - "javor"), od 17. století je doloženo v podobě Mohren, která vznikla ze spojení s předložkou zum (zum Ahorns > zu Mahorns) s následnými (nářečními) hláskovými změnami a záměnou přípony.

## Historie
První písemná zmínka o obci pochází z roku 1317. Od 1. ledna 1976 do 31. srpna 1990 byla obec součástí města Svitavy.

## Pamětihodnosti
- Kaple Nejsvětější Trojice
- Železný kříž s kamenným podstavcem před kaplí Nejsvětější Trojice z roku 1868 s nápisem Dieses Kreuz ist von / Wohlthätern der Gemeinde / errichtet worden zur / Ehre Gottes / 1868.

## Galerie

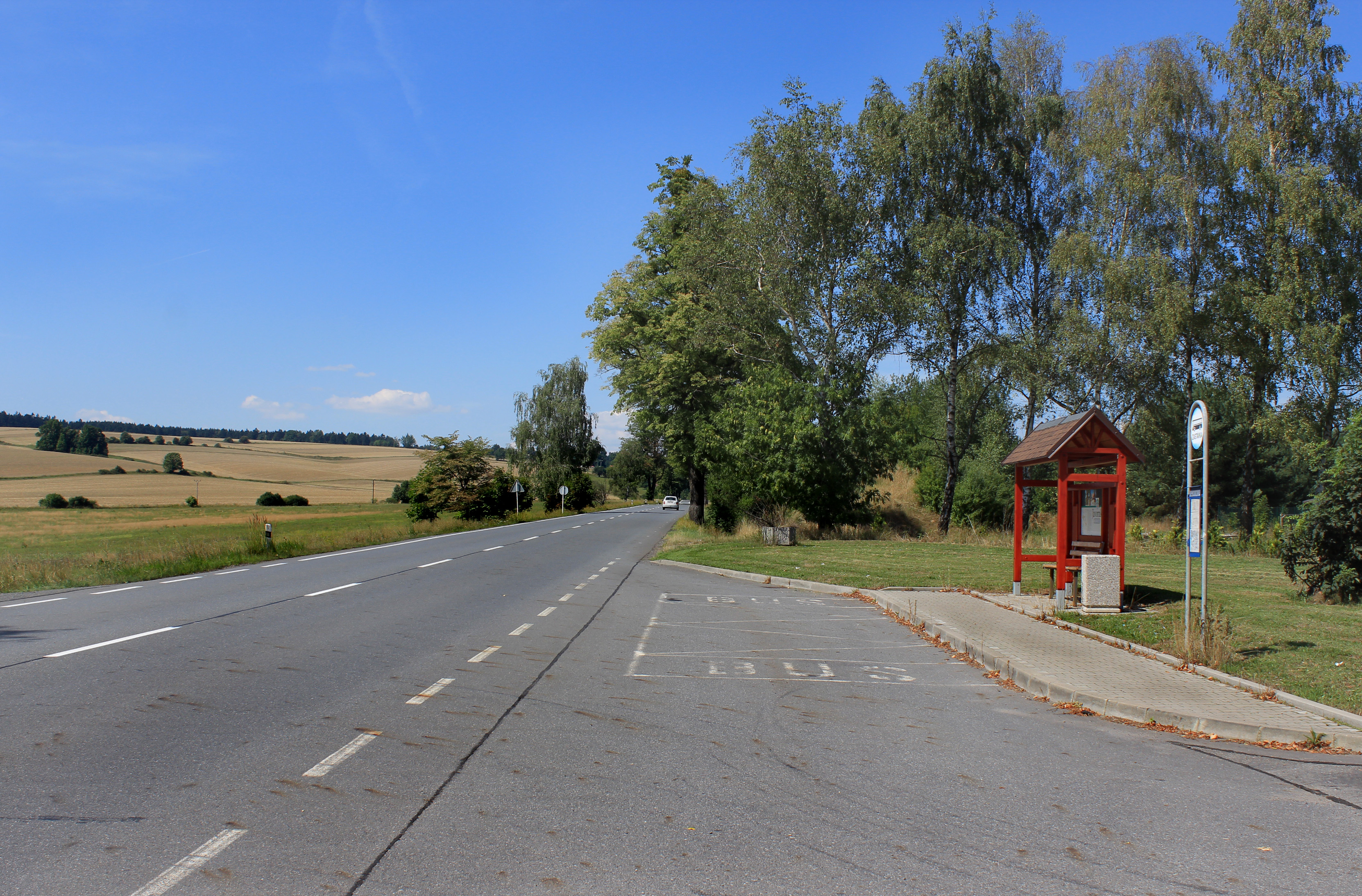
Silnice II. třídy 366
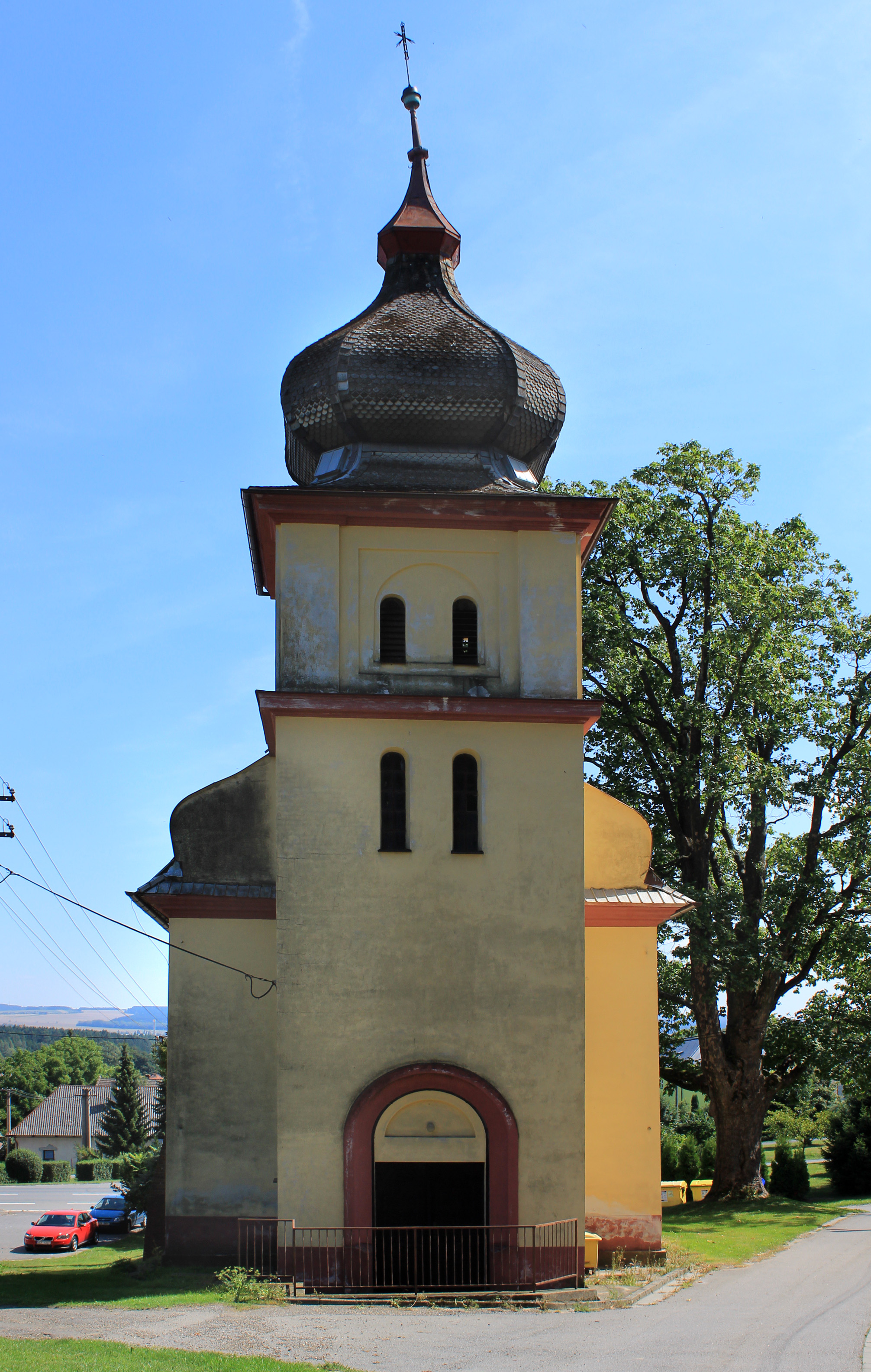
Kaple Nejsvětější Trojice
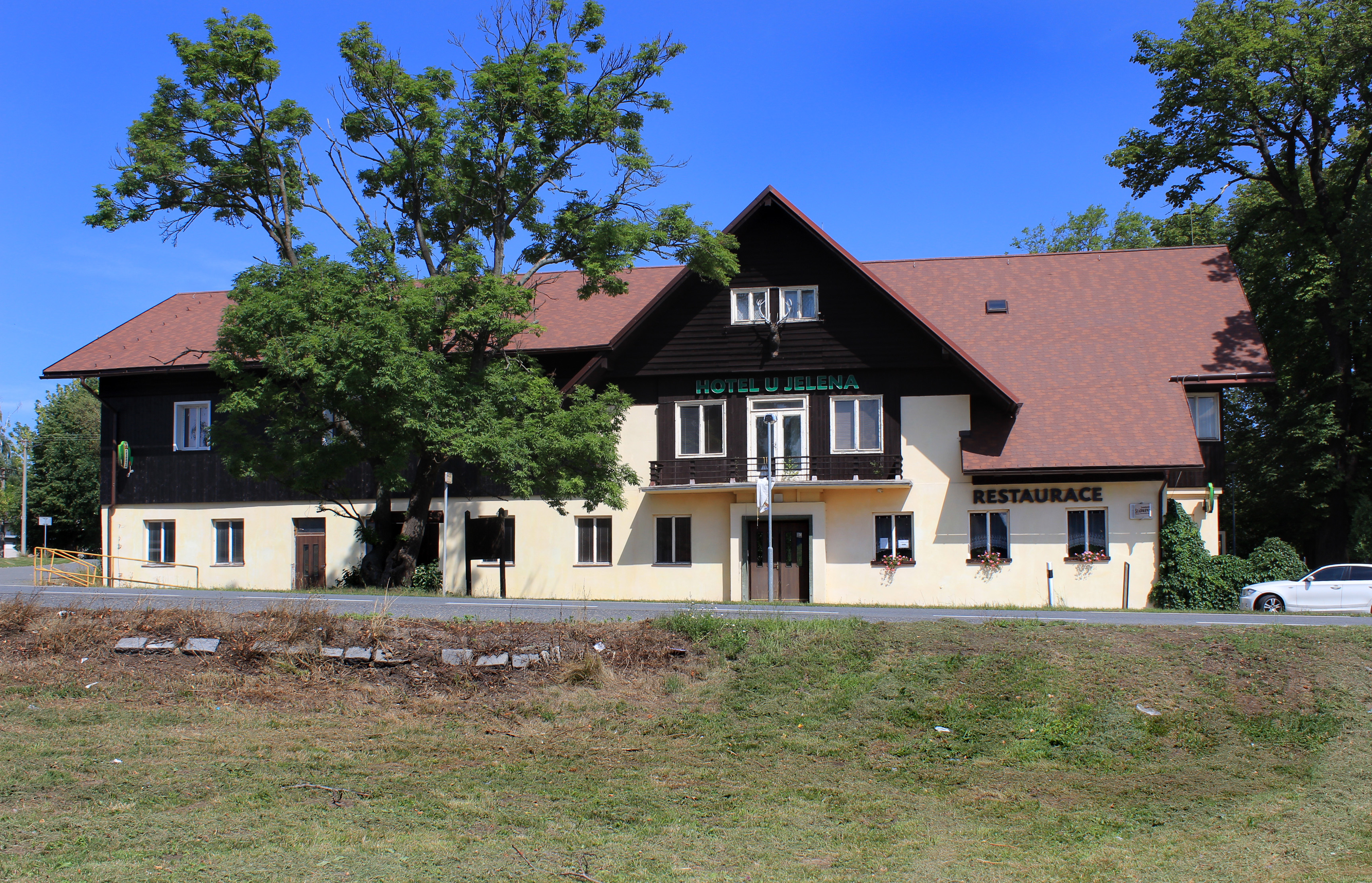
Hotel U Jelena na jihu obce
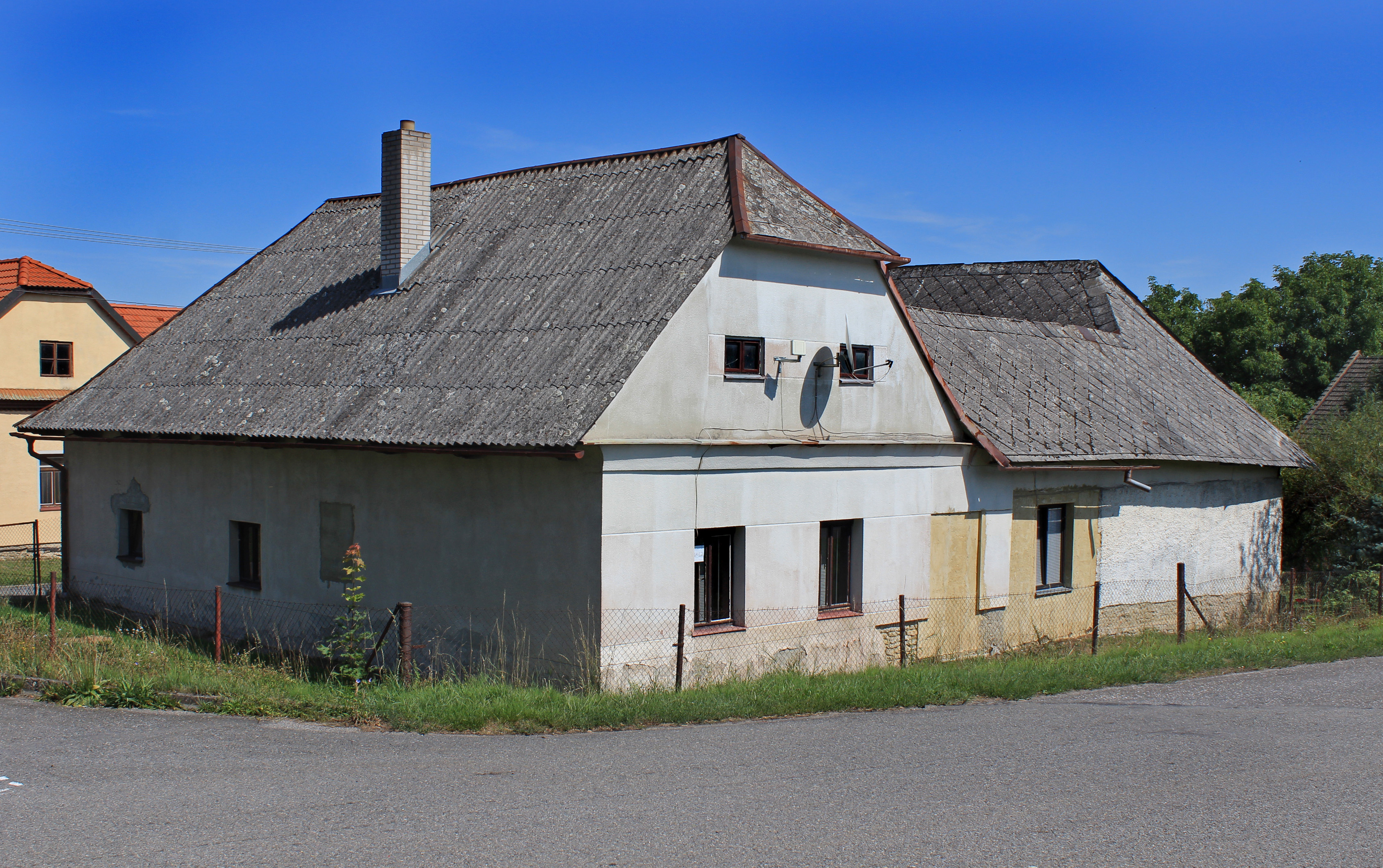
Dům čp. 70